# Eurocopter Tiger
L'Eurocopter Tiger è un elicottero d'attacco costruito dal gruppo franco-tedesco Eurocopter. In Francia e Spagna è conosciuto col nome di Tigre. La progettazione di questo elicottero che doveva entrare in servizio in Francia e Germania venne affidata all'Aérospatiale e alla MBB ed iniziò nel 1989. Il primo prototipo volò nel 1991. Nel 2002 è iniziata la produzione di serie, che ha portato alla fornitura dell'elicottero agli eserciti dei due paesi nel 2003.

## Sviluppo
Lo sviluppo del Eurocopter Tiger risale ancora al 1984 quando su richiesta del governo federale tedesco e del governo francese la ditta Aérospatiale in cooperazione con la ditta tedesca MBB avviò un primo studio per la realizzazione di un elicottero d'attacco di fabbricazione europea. Fermato per un anno dal 1986 al 1987 a causa dei elevati costi di produzione, nel novembre del 1989 il progetto riprese quota quando i due governi ordinarono la fabbricazione di 5 prototipi per una valutazione.
L'elicottero che originariamente doveva essere un cacciacarri fu modificato dopo la fine della Guerra fredda in un apparecchio più idoneo a svolgere un largo numero di missioni. La versione tedesca dell'elicottero anticarro (PAH 2) fu quindi rielaborata e divenne la versione multiruolo (UHT).
La produzione di serie dell'aeromobile iniziò nel 2002 e nel 2003 si alzò in volo per la prima volta la versione HAP francese; lo stesso anno iniziarono le consegne dei primi 80 apparecchi ordinati dalla Francia. Sempre nel 2003 furono consegnati anche i primi elicotteri per la scuola di volo di Le Luc gestita della Bundeswehr e dall'esercito francese. In Germania il Tiger sostituisce l'ormai obsoleto PAH-1.
Nonostante le aspettative dei produttori, il Tiger non riuscì ad imporsi contro l'AH-64 Apache, che si aggiudicò la fornitura di 67 apparecchi per l'esercito britannico. Ciò nonostante l'Eurocopter Tiger si poté riscattare di seguito con la fornitura di 22 apparecchi per l'esercito australiano in versione di ricognizione (ARH).
Nel 2003 anche la Spagna scelse una versione HAD del Tiger come elicottero da combattimento. I 24 mezzi ordinati saranno dotati di motori MTR-390 e verranno armati con missili Mistral per la difesa aerea e con missili Trigat (in seguito sostituiti dagli Spike ER) per attaccare i veicoli corazzati, nonché da razzi da 68/70mm. La prima consegna per la Spagna è prevista nel 2010.

### Versioni per l'esportazione
Nel dicembre 2001 la Eurocopter si è aggiudicata il contratto per la fornitura di 22 elicotteri in versione Tiger ARH (Armed Reconnaissance Helicopter) a fronte del requisito "Air 87 Requirement" emesso dall'Esercito Australiano, con inizio delle consegne nel 2004. Parte delle attività di assemblaggio e produzione verranno svolte in Australia.
Analogamente a quanto è avvenuto per gli elicotteri ordinati anche i 24 elicotteri ordinati dalla Spagna verranno prodotti parzialmente con la cooperazione dell'industria aeronautica locale che fornirà alcune delle componenti per questo elicottero. L'inizio dei lavori è previsto per la fine del 2007 con la consegna di un primo modello pre-serie nel 2008. La Francia ha deciso di aggiornare la maggior parte dei propri Tiger dalla versione HAP alla HAD e, di conseguenza, la versione HAC non sarà costruita.
Nel giugno 2006, l'esercito spagnolo ha scelto di sostituire il sistema missilistico Trigat con il Rafael Spike ER per i propri modelli HAD.
Nel luglio 2006, il governo della Arabia Saudita ha firmato un contratto per l'acquisto di 142 elicotteri, tra cui 12 elicotteri d'attacco Tiger.

## Versioni
| tipo   | nazione              | numero       | note                                         | nome                             |
| ------ | -------------------- | ------------ | -------------------------------------------- | -------------------------------- |
| PAH-2  | Germania (bandiera)  | -            | Initial German antitank variant, cancelled.  | PanzerAbwehr Hubschrauber 2      |
| UHU    | Germania (bandiera)  | -            | Initial German escort variant, cancelled.    | Unterstützung Hubschrauber       |
| HAC    | Francia (bandiera)   | -            | Initial French antitank variant, cancelled.  | Hélicoptère Anti-Char            |
| UHT    | Germania (bandiera)  | 57           | No turret, mast-mounted sight, HOT, Stinger. | Unterstützung Hubschrauber Tiger |
| HAP    | Francia (bandiera)   | 40           | 30 mm cannon, roof sight, Mistral.           | Hélicoptère d'Appui Protection   |
| HAD    | Francia (bandiera)   | 40           | 30 mm cannon, roof sight, Hellfire, Mistral. | Hélicoptère d'Appui Destruction  |
| HAP    | Spagna (bandiera)    | 6 (ritirati) | 30 mm cannon, roof sight, Mistral.           | Hélicoptère d'Appui Protection   |
| HAD    | Spagna (bandiera)    | 18           | 30 mm cannon, roof sight, Spike-ER, Mistral. | Hélicoptère d'Appui Destruction  |
| ARH    | Australia (bandiera) | 22           | 30 mm cannon, roof sight, Hellfire.          | Armed Reconnaissance Helicopter  |
| TOTALE | TOTALE               | 183          |                                              |                                  |

## Utilizzatori
Australia
- Australian Army

22 versione ARH ricevuti e tutti in servizio all'aprile 2019.
 Francia
- Armée de terre

40 versione HAD e 40 HAP
 Germania
- Heeresfliegertruppe

68 versione UHT ricevuti tra il 2005 e il luglio 2018.
 Spagna
- Ejército de Tierra

18 versione HAD e 6 HAP ordinati e tutti consegnati al gennaio 2020.

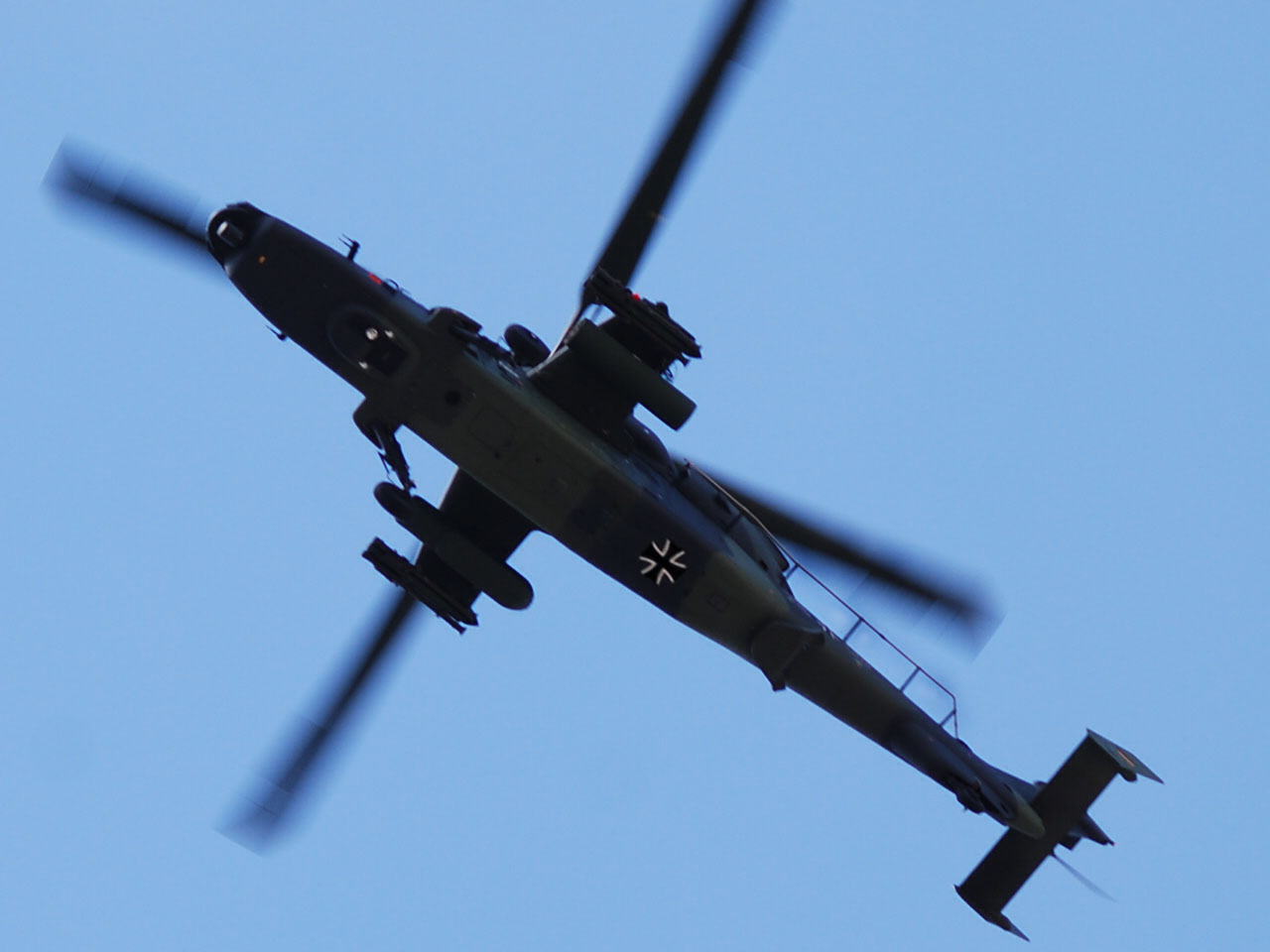
Tiger del Deutsches Heer.
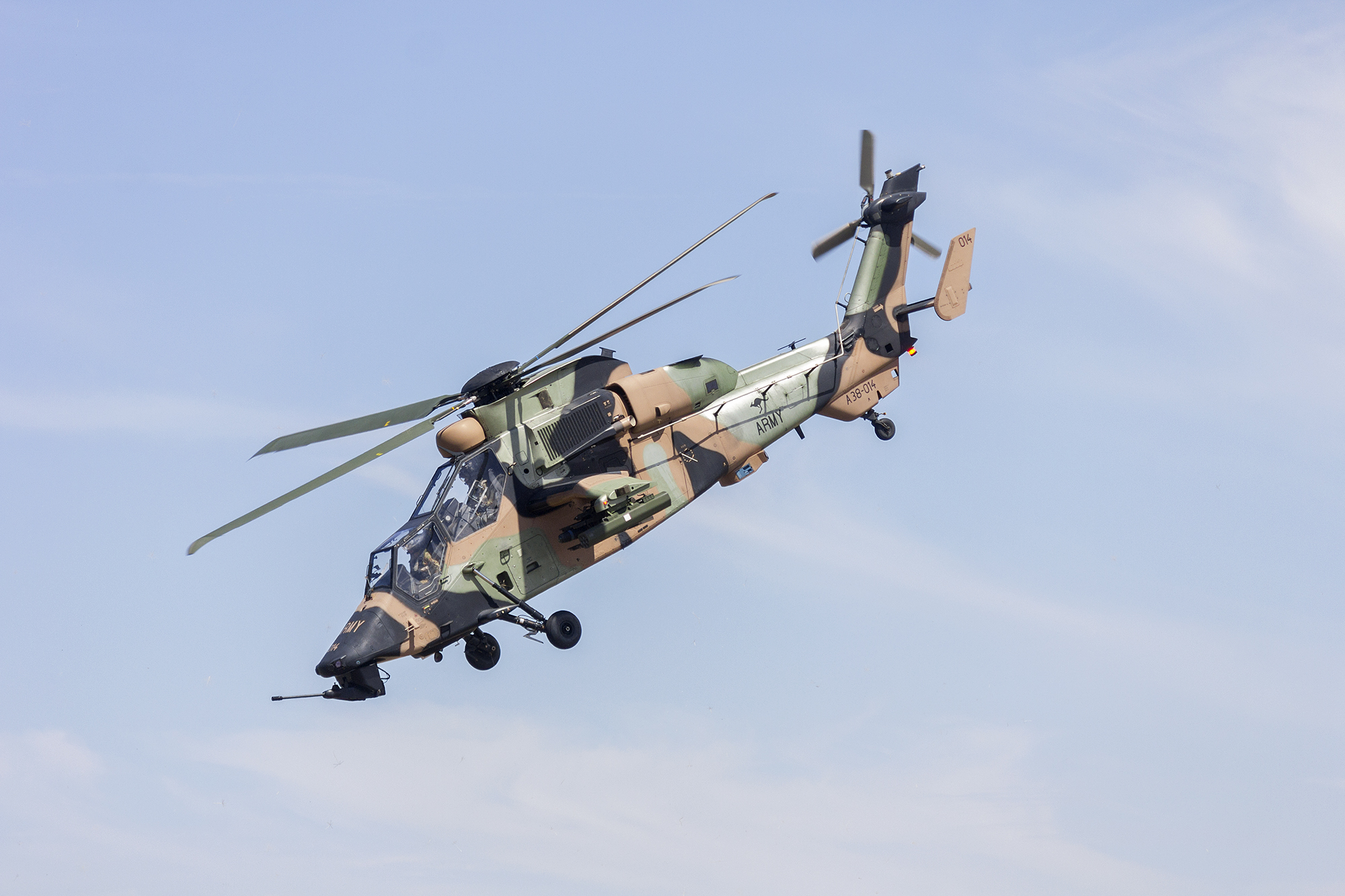
Tiger dell'Australian Army.
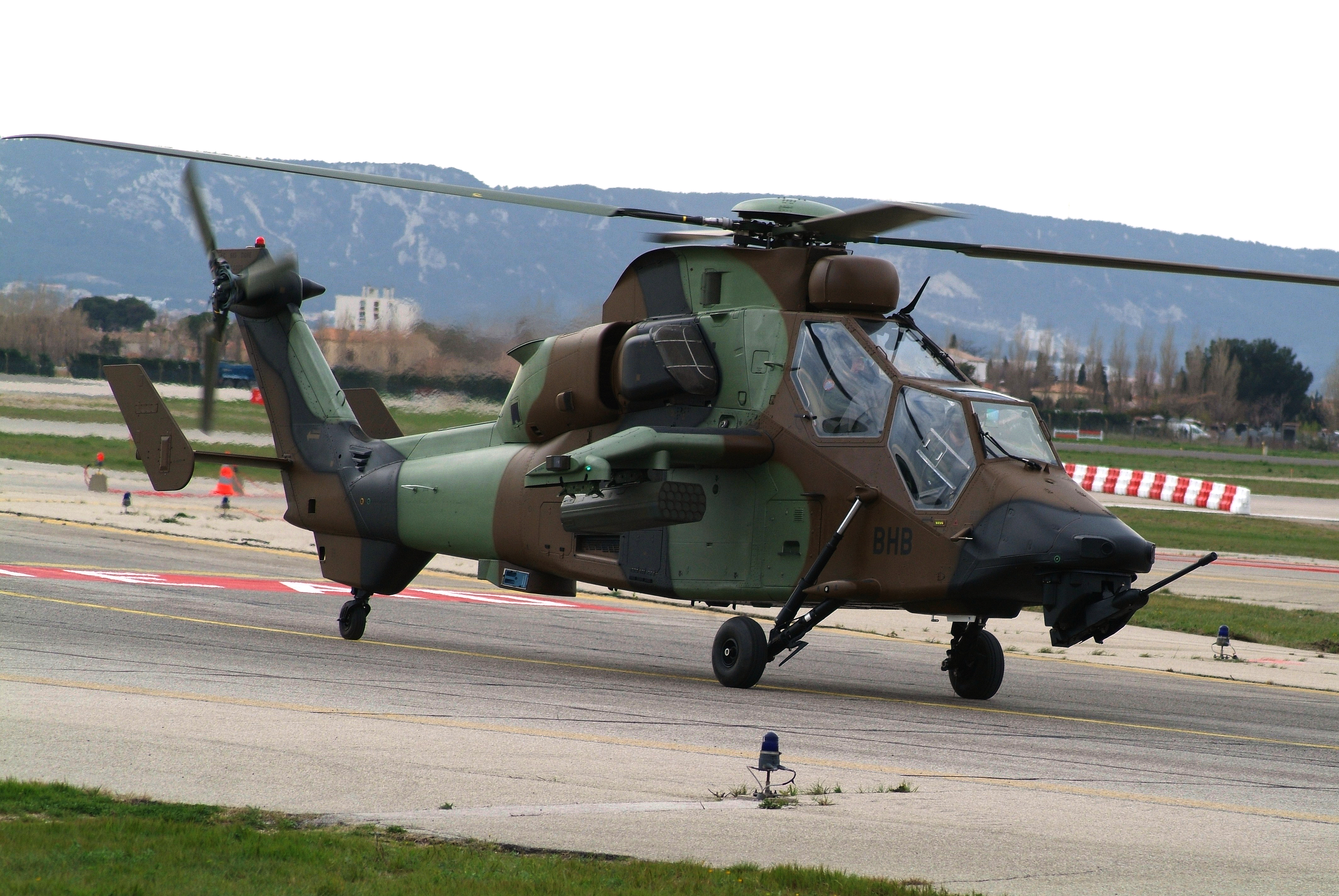
Tiger dell'Armée de terre.
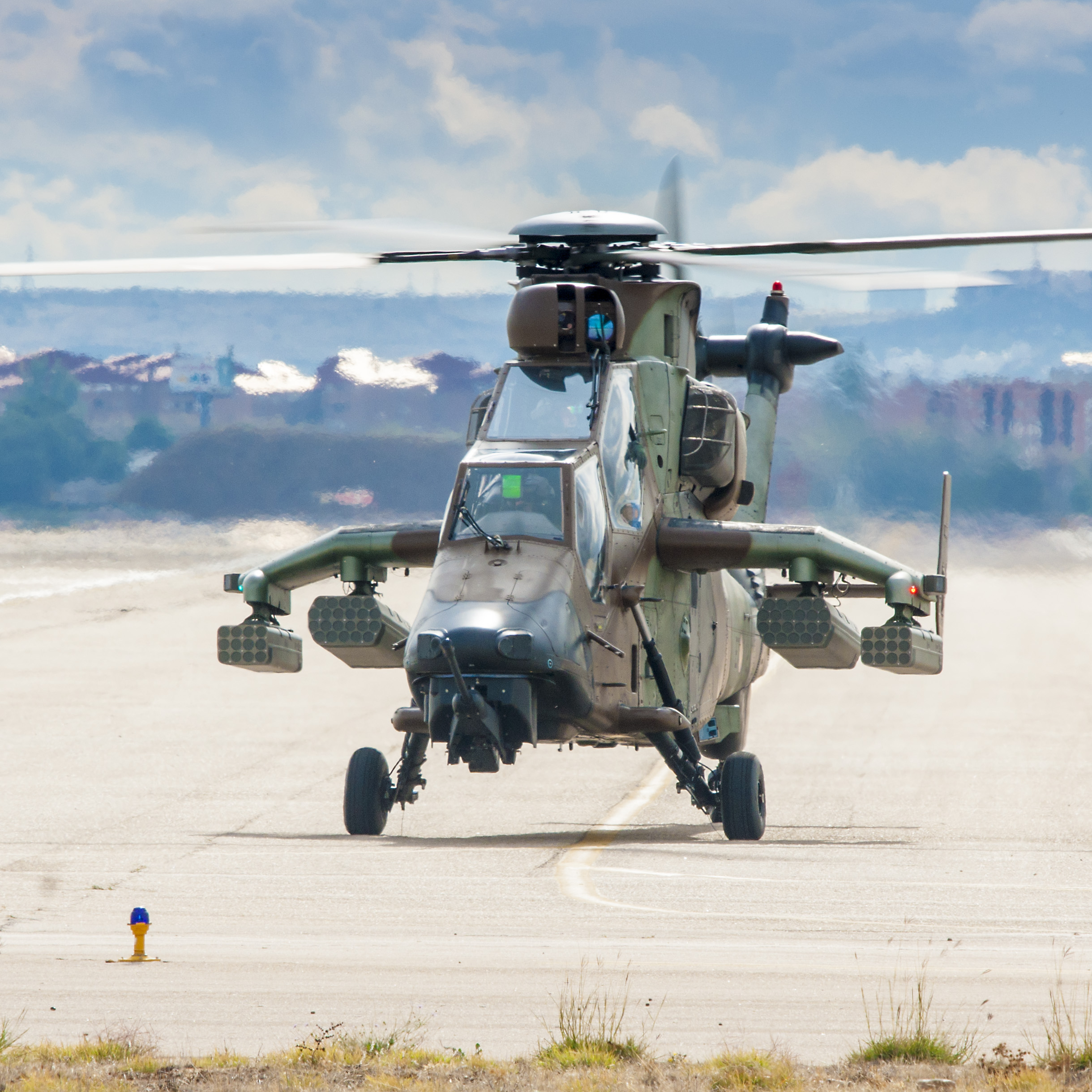
Tiger dell'Ejército de Tierra.

## Elicotteri comparabili
- Bell AH-1Z Viper
- Boeing AH-64 Apache
- Denel AH-2 Rooivalk
- AgustaWestland AW129
- CAIC WZ-10
- Eurocopter Panther
- HAL Light Combat Helicopter
- Kawasaki OH-1
- / Kamov Ka-52
- / Mil Mi-35P
- / Mil Mi-28

## Il Tiger nella cultura di massa
- In ambito cinematografico, il Tiger appare nel film GoldenEye.